# Duncan Campbell
Duncan Campbell (Dunedin, 23 gennaio 1997) è un ex snowboarder neozelandese.

## Biografia
In Coppa del Mondo ha esordito il 14 marzo 2015 a Veysonnaz (10ª).
Nel 2018 ha preso parte ai XXIII Giochi olimpici invernali a Pyeongchang venendo eliminato nelle batterie concludendo in trentatreesima posizione nella gara di snowboard cross.

## Palmarès

### Mondiali juniores
- 1 medaglia:
  - 1 argento (snowboard cross a Rogla 2016)

### Coppa del Mondo
- Miglior piazzamento nella Coppa del Mondo di snowboard cross: 24º nel 2015